# اچ‌دی ۱۲۵۰۷۲
اچ‌دی ۱۲۵۰۷۲ یک ستاره است که در صورت فلکی قنطورس قرار دارد. قدر نوری این ستاره ۶.۶۷۳ است و مشاهده ان را برای چشم غیر مسلح کمی سخت است. این ستاره در بخش جنوبی صورت فلکی قنطروس قرار دارد و بر اساس اختلاف منظر فاصله اشت تا خورشید ۳۸.۶ سال نوری است. همینطور با سرعت −۱۴.۹به ما نزدیک میشود.

## طبقه بندی ستاره
طبق مشاهدات اچ‌دی ستاره ای از نوع k3 IV بسیار مشابه یک زیر غول K در حال تبدیل شدن به غول است.

## نسبت به خورشید
جرم این ستاره ۸۱٪ جرم خورشید و شعاعش ۸۳٪ شعاع خورشید است. درخشندگی آن نیز ۳۴.۷ درخشندگی خورشید است که از فوتوسفر خود در دمای موثر ۴۸۵۸ درجه کلوین می‌تابد.

## سن ستاره
براساس ترکیب سینماتیک، ستاره حدودا ۱۰ میلیارد سال نوری قدمت دارد و با سرعت 4 کلیومتر بر ثانیه درحال چرخش است.